# Барятинское княжество
Барятинское княжество — удельное верховское княжество с центром в Борятине (ныне деревня Барятино (Мещовский район) в Калужской области), просуществовавшее с 1450 по 1504/09 год. Из него ведёт своё происхождение княжеский род Барятинских.
Выделилось из состава Мезецкого княжества, доставшись в управление Александру, сыну Мезецкого князя Андрея Всеволодовича Шутихи. По договору 1494 года между Великим княжеством Литовским и Великим княжеством Московским Барятинское княжество вместе с другими верховскими княжествами отошло Москве, позже расформировано.

## Правители
- Александр Андреевич (ок. 1450—70)
- Григорий Александрович (ок. 1470—90)
- Василий и Владимир Григорьевичи (ок. 1490—1504/09)